# SN 2003hg
SN 2003hg — сверхновая звезда II типа, вспыхнувшая 18 августа 2003 года в галактике NGC 7771, которая находится в созвездии Пегас.

## Характеристики
Сверхновая была зарегистрирована
астрономами Ликской обсерватории и обсерватории Tenagra в рамках проекта LOTOSS. Прародителем сверхновой была массивная звезда, ядро которой сколлапсировало, сбросив внешние слои в открытый космос.
Событие произошло на расстоянии 294 миллионов световых лет от нас — в спиральной галактике NGC 7771, которая активно взаимодействует с соседней галактикой NGC 7770. Местоположение сверхновой — 11,5" к западу и 3,9" к югу от центра родительской галактики.